# Уелсвил
Уелсвил (на английски: Wellsville) е град в окръг Кеш, щата Юта, САЩ. Уелсвил е с население от 2728 жители (2000) и обща площ от 16,5 km². Намира се на 1386 m надморска височина. ЗИП кодът му е 84339, а телефонният му код е 435.